# Gemmuloborsonia colorata
Gemmuloborsonia colorata é uma espécie de gastrópode da família Turridae.